# Bumi Ratu (Pagelaran)
Bumi Ratu is een bestuurslaag in het regentschap Pringsewu van de provincie Lampung, Indonesië. Bumi Ratu telt 3448 inwoners (volkstelling 2010).